# Genésio Goulart
Genésio de Souza Goulart (Tubarão, 10 de abril de 1954 – Tubarão, 8 de março de 2021) foi um político brasileiro.

## Vida
Filho de João Egino Goulart e de Maria Souza Goulart.

## Carreira política
Foi vereador de Tubarão de 1992 a 1996, prefeito do mesmo município de 1997 a 2001 e deputado estadual à Assembleia Legislativa de Santa Catarina na 15ª legislatura (2003 — 2007) e na 16ª legislatura (2007 — 2011).

## Morte
Morreu em Tubarão em 8 de março de 2021 no Hospital Nossa Senhora da Conceição, vitimado por uma doença degenerativa.